# Джомо Космос
«Джо́мо Ко́смос» (англ. Jomo Cosmos Football Club) — южноафриканский футбольный клуб из Йоханнесбурга, основанный в 1983 году известным в прошлом футболистом Джомо Соно. Выступает в Премьер-лиге ЮАР. Домашние матчи проводит на стадионе «Ранд Стэйдиум», вмещающем 30 000 зрителей.

## История
«Джомо Космос» наравне с такими клубами, как «Орландо Пайретс», «Кайзер Чифс» и «Мамелоди Сандаунз», входит в число наиболее популярных клубов ЮАР, хотя успехов «Вожди» достигли гораздо меньших. Клуб возник на «руинах» популярного в стране в начале 1960-х — конце 1970-х годов «белого» клуба — «Хайлендс Парк», который был выкуплен вернувшимся из США Джомо Соно в 1982 году и переименован сперва в «Дион Космос» (1983 год), а затем в «Джомо Космос» (1984). За свою почти 30-летнюю историю «Джомо Космос» один раз становился победителем первенства ЮАР, одержав победу в Национальной футбольной лиге (NSL Castle League) в 1987 году. Один раз клуб из Йоханнесбурга становился вице-чемпионом ЮАР в 1988 году, по разу — обладателем Кубка ЮАР в 1990 году и Кубка Восьми в 2003 году, дважды — Кубка Лиги ЮАР в 2002 и 2005 годах. После образования Премьер-лиги ЮАР в 1996 году, лучшим достижением «Вождей» являются два четвёртых места в сезонах 2000/2001 и 2001/2002. В сезоне 2007/2008 «Джомо Космос» впервые покинул Премьер-лигу ЮАР, а на следующий сезон вернулся.

## Достижения

### Местные
- Победитель Национальной футбольной лиги (NSL Castle League) — 1 (1987)
- Обладатель Кубка ЮАР — 1 (1990)
- Обладатель Кубка Лиги ЮАР — 2 (2002, 2005)
- Обладатель Кубка Восьми — 1 (2003)